# Сергеев, Виталий Кузьмич
Виталий Кузьмич Сергеев — советский хозяйственный, государственный и политический деятель, Герой Социалистического Труда.

## Биография
Родился в 1930 году в селе Бугаково. Член КПСС.
С 1950 года — на хозяйственной, общественной и политической работе. В 1950—1978 гг. — телефонный мастер в городе Ногинск Московской области, плотник, на горных работах, откатчик, крепильщик, взрывник, бригадир комплексной проходческой бригады рудника «Иультин» Восточно-Чукотского горнопромышленного управления Министерства цветной металлургии СССР в Чукотском национальном округе Магаданской области, контрольный бурильщик рудника «Иультин».
Указом Президиума Верховного Совета СССР от 20 мая 1966 года присвоено звание Героя Социалистического Труда с вручением ордена Ленина и золотой медали «Серп и Молот».
Избирался депутатом Верховного Совета РСФСР 8-го созыва.